# جرارد آیگوی
جرارد آیگوی (انگلیسی: Gérard Aygoui؛ ۵ اکتبر ۱۹۳۶ – ۱۲ مارس ۲۰۲۱) بازیکن فوتبال اهل فرانسه بود.
از باشگاه‌هایی که در آن بازی کرده‌است می‌توان به باشگاه فوتبال المپیک مارسی، باشگاه ورزشی مون‌پلیه، و باشگاه فوتبال نیم المپیک اشاره کرد.
وی همچنین در تیم ملی فوتبال فرانسه بازی کرده‌است.